# Rorschacherberg
Rorschacherberg är en ort och kommun i distriktet Rorschach i kantonen Sankt Gallen, Schweiz. Kommunen har 7 685 invånare (2023).